# Biblioteca Pública de València
La Biblioteca Pública de València és la principal biblioteca pública de la ciutat, situada en l'Antic Hospital o Hospital dels Pobres Innocents, al barri de Sant Francesc, a la Ciutat Vella. Com a institució, la Biblioteca Pública de València va ser fundada el 1838.

## Història
L'origen de la institució es remunta a 1938 i té els seus orígens en la Biblioteca Popular de València, en el seu moment instal·lat en la Casa Vestuari, en la plaça de la Mare de Déu. La biblioteca va ser traslladada en 1979 en el creuer de l'Antic Hospital de València, també conegut com a Hospital dels Pobres Innocents.
L'edifici de l'Antic Hospital va abandonar la seua funció en el moment que es va construir el nou Hospital General a l'avinguda del Cid el 1962. Després de l'abandó del centre, es va procedir a l'enderrocament d'aquest, obres durant les quals van desaparèixer l'església, la farmàcia i l'antiga facultat de medicina. No obstant això, l'oposició ciutadana va aconseguir evitar la demolició de l'edifici de la infermeria, en el que avui es troba la biblioteca.
El 28 de novembre de 1963, mitjançant el decret 3438, els edificis que no havien estat enderrocats van ser declarats com a Conjunt Històric, sobrevivint així l'antiga infermeria, l'ermita de Santa Llúcia i la capella del Capitulet. El 1979 el Ministeri de Cultura va instal·lar la Biblioteca Pública de València en l'edifici de la infermeria i el Centre Coordinador de Biblioteques (actual IVAJ) en la farmàcia.

## Edifici
Els serveis de la biblioteca es divideixen per les diverses ales de l'edifici que té forma de creu grega. A l'entrada es troba l'atenció general al públic i els estants de revistes i llibres de consulta; en l'ala esquerra, el servei de préstecs; en la dreta, el material infantil i juvenil, i al fons, el servei d'hemeroteca. En la planta superior, es troben les ales d'Humanitats, Ciències, les oficines i el fons local.

## Serveis
Com a centre, la Biblioteca Pública de València disposa dels següents serveis:
1. Informació bibliogràfica.
2. Préstec a domicili de llibres i altres suports.
3. Activitats culturals.
4. Consulta i lectura en sala.
5. Serveis en línia (préstec interbibliotecari, desiderata, reserves i renovacions...).
6. Wifi i internet.